# Katteloppe
Katteloppen (Ctenocephalides felis) er en loppeart, som er almindelig på både katte og hunde i Danmark.
| bille | Spire Denne artikel om insekter er en spire som bør udbygges. Du er velkommen til at hjælpe Wikipedia ved at udvide den. |